# Çəmənli (Bərdə)
Çəmənli è un comune dell'Azerbaigian situato nel distretto di Bərdə. Conta una popolazione di 228 abitanti.